# Copidita miocenica
Copidita miocenica là một loài bọ cánh cứng trong họ Oedemeridae. Loài này được Wickham miêu tả khoa học năm 1914.